# YOU/BELOVED
「YOU/BELOVED」（ユー/ビーラヴド）は、JUJUの18枚目のシングル。2011年8月31日にソニー・ミュージックアソシエイテッドレコーズから発売された。

## 概要
「さよならの代わりに/願い」収録の「もう恋なんてしない」（槇原敬之）以来となるカバー作品である。
「BELOVED」はGLAYの楽曲であり、SONY デジタル一眼カメラ “α” TVCMソングでもあり、着うたで先行配信された。
「YOU」はアルバム『YOU』の表題曲をシングルヴァージョンでストリングスアレンジがかけられている。

## 収録曲
1. YOU -Single Version- (6:02)
作詞：牧穂エミ / 作曲：大嶽香子 / 編曲：島田昌典
2. BELOVED (5:00)
作詞・作曲：TAKURO / 編曲：松浦晃久
SONY デジタル一眼カメラ “α”TVCMソング
3. YOU -Single Version- (インストゥルメンタル) (6:01)
4. BELOVED (インストゥルメンタル) (4:58)